# ピーター・コエチ
ピーター・コエチ （Peter Koech、1958年2月18日 - ）は、ケニアの陸上競技選手。1988年ソウルオリンピック3000mSCの銀メダリストである。リフトバレー州ナンディ県アーウォス出身。
1989年には、3000mSCで、ヘンリー・ロノが持っていた8分05秒4の世界記録を破り、8分05秒35の世界新記録を樹立した。現在は、アメリカのニューメキシコ州アルバカーキ在住である。

## 自己ベスト
- 3000mSC - 8分05秒35 (1989年7月3日:ストックホルム)

## 主な実績
| 年   | 大会                   | 場所             | 種目    | 結果 | 記録      |
| ---- | ---------------------- | ---------------- | ------- | ---- | --------- |
| 1987 | 世界陸上競技選手権大会 | ローマ(イタリア) | 3000mSC | 7位  | 8分20秒08 |
| 1988 | オリンピック           | ソウル（韓国）   | 3000mSC | 2位  | 8分06秒79 |